# Dear Boss-brief
De "Dear Boss"-brief was een bericht ondertekend met het pseudoniem van de seriemoordenaar Jack the Ripper. Hij was gestempeld en ontvangen op 27 september 1888 door de Central News Agency in Londen. Hij is toen op 29 september doorgezonden naar Scotland Yard.

## Inhoud
De brief zit, net als het merendeel van de Ripper-brieven die later ontvangen werden, vol met spellings- en interpunctiefouten. Het luidt:

Dear Boss,
I keep on hearing the police have caught me but they wont fix me just yet. I have laughed when they look so clever and talk about being on the right track. That joke about Leather Apron gave me real fits. I am down on whores and I shant quit ripping them till I do get buckled. Grand work the last job was. I gave the lady no time to squeal. How can they catch me now. I love my work and want to start again. You will soon hear of me with my funny little games. I saved some of the proper red stuff in a ginger beer bottle over the last job to write with but it went thick like glue and I cant use it. Red ink is fit enough I hope  ha. ha. The next job I do I shall clip the ladys ears off and send to the police officers just for jolly wouldn't you. Keep this letter back till I do a bit more work, then give it out straight. My knife's so nice and sharp I want to get to work right away if I get a chance. Good Luck.
Yours truly

Jack the Ripper

Dont mind me giving the trade name
PS Wasnt good enough to post this before I got all the red ink off my hands curse it No luck yet. They say I'm a doctor now. ha ha

In een vrije Nederlandse vertaling:

Beste Baas,
Ik hoor steeds dat de politie me te pakken heeft, maar dat gaat zomaar niet. Ik heb me rot gelachen om hun serieuze koppen en verhalen dat ze me op het spoor zijn. Van die grap met Leather Apron kwam ik niet meer bij.
Ik heb de pest aan hoeren en zal ze aan mootjes blijven snijden tot ze me in de boeien slaan. De laatste keer was echt groots. Ik gaf de dame geen kans om te gillen. Hoe kunnen ze me nu ooit pakken. Ik hou van m’n werk en wil weer aan de slag. Je zal snel weer van mij en m’n leuke spelletjes horen. Ik heb wat van dat rooie spul van de laatste keer in een gemberbierfles bewaard, om mee te schrijven. Maar het werd dik als lijm en ik kan het niet gebruiken. Rooie inkt werkt net zo goed, hoop ik. Ha ha. De volgende keer snij ik de oren van de dame er af en stuur die naar de politie, gewoon voor m’n plezier. Hou deze brief achter tot ik wat meer heb laten zien, kom er dan mee voor de dag. M’n mes is zo goed en scherp dat ik bij de eerstvolgende kans meteen aan de slag wil. Veel geluk.
Uw dienaar,

Jack the Ripper

M’n naam wil ik best prijsgeven.
PS Was niet goed genoeg om dit op de bus te doen voor ik alle rooie inkt van m’n handen af had gekregen vervloekt Nog altijd geen geluk. Ze zeggen nu dat ik een dokter ben. ha ha

## Gevolg van de brief
Toen de brief arriveerde dacht men dat de brief een hoax was, maar toen het lichaam van Catherine Eddowes werd gevonden op 30 september 1888 met een afgesneden oorlel, trok de brief wel aandacht, gezien de zinsnede: "zal ik het meisje haar oren af snijden". Vervolgens besloot de Metropolitan Police kopieën te verspreiden in de hoop dat iemand het handschrift zou herkennen, maar veel reacties kwamen er niet. Ook namen veel kranten de kopieën over, maar het enige gevolg was dat er honderden brieven arriveerden waarin geclaimd werden dat ze geschreven waren door Jack the Ripper en waarin ook citaten werden gebruikt uit de Dear Boss-brief of uit de Saucy Jacky-briefkaart welke eveneens gepubliceerd was.
Na de moorden stelden hoge politiefunctionarissen dat ze geloofden dat de brief en de postkaart nep waren en geschreven waren door een journalist. Doordat deze verdenkingen niet goed gepubliceerd werden bleef het idee bestaan dat moordenaar de brieven geschreven had. Heden ten dage hebben veel professionals en hobbyisten reeds geprobeerd om de handschriften te vergelijken met verdachten en andere brieven die door 'Jack the Ripper' geschreven zouden zijn.

## Trivia
- Voordat de Dear Boss-brief en de Saucy Jacky-briefkaart verspreid waren was er nog geen echte naam voor de moordenaar. Er was wel een naam naar wie vaker verwezen werd: Leather Apron. Dit was de bijnaam van een Joodse schoenmaker John Pizer.[3] Toen Pizer gearresteerd en verhoord was en men zijn alibi's had gecontroleerd werd Pizer weer vrijgelaten.[4]

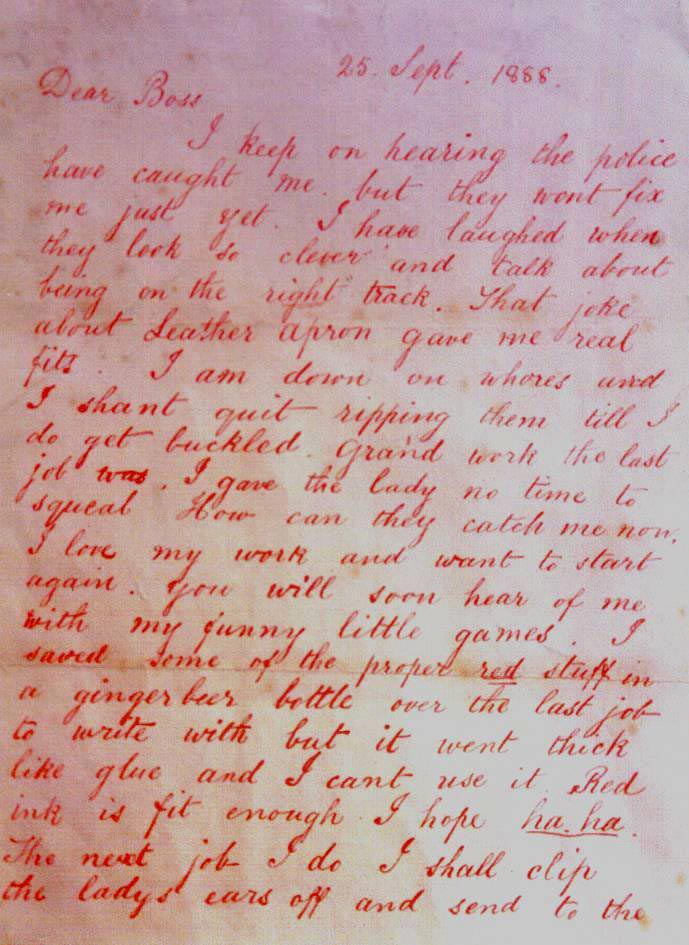
Een kopie van eerste pagina van de "Dear Boss"-brief
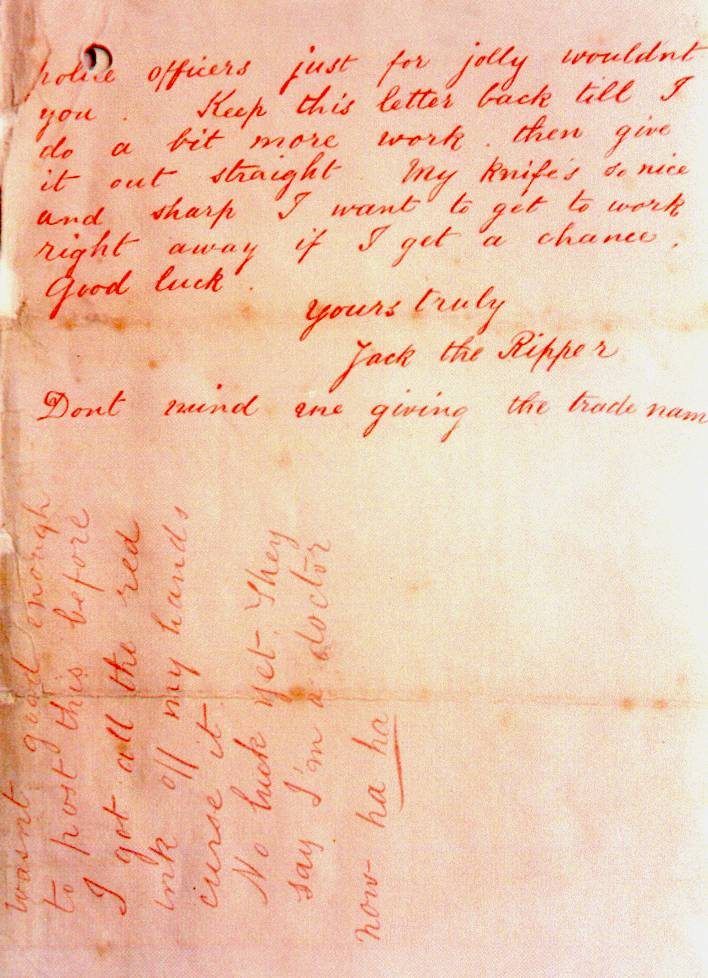
Een kopie van de tweede pagina van de "Dear Boss"-brief
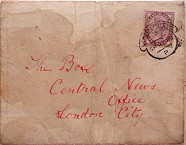
Een kopie van de envelop van de "Dear Boss"-brief